# Isengard (norská hudební skupina)
Isengard byl norský folk/doom/death/black metalový sólo projekt bubeníka Fenrize z kapely Darkthrone založený v roce 1989 v norském městě Oslo. Byl pojmenován podle pevnosti Isengard z fantasy díla Pán prstenů od spisovatele J. R. R. Tolkiena. Fenriz jej založil, neboť díky Isengardu chtěl realizovat určité nápady, které se nehodily pro Darkthrone. Všechny nástroje nahrával sám, rovněž vokály jsou jeho vlastní.
Postava v logu Isengard je z RPG hry Middle-earth Role Playing, v originále jde o vampýrku Thuringwethil z knihy Silmarillion.
V roce 1989 vyšlo první demo Spectres over Gorgoroth.

## Diskografie

### Demo nahrávky
- Spectres over Gorgoroth (1989)
- Horizons (1991)
- Vandreren (1993)

### Studiová alba
- Vinterskugge (1994, Deaf Records) – de facto kompilace složená z předešlých 3 dem
- Høstmørke (1995, Moonfog Productions) – věnováno Satyrovi z kapely Satyricon